# Scheibbsi járás
A Scheibbsi járás Ausztriában, Alsó-Ausztria tartományban található. A Scheibbsi járás Amstetteni, Melki, Sankt Pölten-Land, Lilienfeldi, Bruck-mürzzuschlagi, Liezeni és Waidhofen an der Ybbs járásokkal határos. Lakosainak száma 41 403 fő (2019. január 1.).

## A járáshoz tartozó települések
- Gaming
- Göstling an der Ybbs
- Gresten
- Gresten-Land
- Lunz am See
- Oberndorf an der Melk
- Puchenstuben
- Purgstall an der Erlauf
- Randegg
- Reinsberg
- Scheibbs
- Sankt Anton an der Jeßnitz
- Sankt Georgen an der Leys
- Steinakirchen am Forst
- Wang
- Wieselburg
- Wieselburg-Land
- Wolfpassing